# Brunnenburg
De Brunnenburg (Italiaans: Castel Fontana) is een burcht gelegen in de Zuid-Tiroolse gemeente Tirol (Italië), nabij Meran.

## Geschiedenis
De Brunnenburg werd rond 1241 gebouwd door Wilhelm Tarant. Daarna is de burcht meermaals verwoest en heropgebouwd.  
In 1356 werd het gekocht door de broers Heinrich en Johann von Bopfingen. Heinrich was priester in Tirol, bevelhebber van Ludwig von Brandenburg en de kapitein van het Graafschap Tirol (tot 1359). Johann was Minnezanger.
In 1421 kocht Ulrich Putsch, de kapelaan van hertog Frederik IV van Oostenrijk, de burcht. Ulrich Putsch werd later bisschop van het bisdom Bozen-Brixen.
In 1457 werd de Brunnenburg gekocht door Hans (of Johann) von Kripp, en bleef tot 1812 in het bezit van de familie Van Kripp, hoewel reeds in 1600 de burcht werd beschreven als "oud verwoest kasteel." 

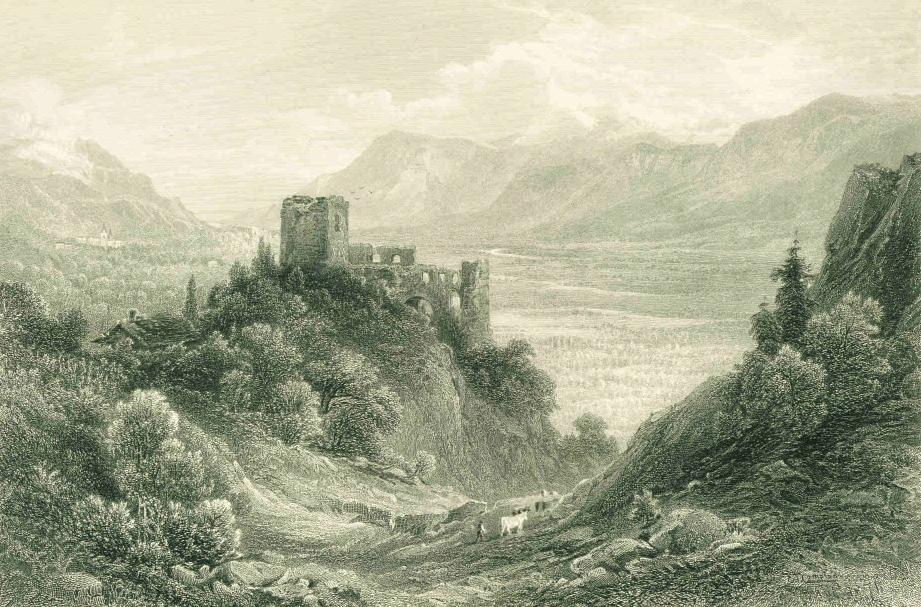
Ruïne van de Brunnenburg (Compton, 1845)

In 1705 begon de boer Gregor Hofer met de restauratie. 
Michael Sonnenburger, een andere boer en tevens burgemeester van Tirol, kreeg in 1884 de burcht in zijn bezit. Hij organiseerde in 1889 een parade met Tiroolse Schutters (Schützen), met als eregast Frans Ferdinand van Oostenrijk-Este.
In 1903 werd de Brunnenburg gekocht door de Duitser Karl Schwickert, industrieel ondernemer uit Pforzheim, die aan een rigoureuze restauratie begon. Deze restauratie veranderde de bouwstijl van de burcht echter helemaal. Het fort werd geheel opnieuw ontworpen naar de smaak van de nieuwe eigenaar (in neogotische stijl). Het werk werd nooit voltooid vanwege het overlijden van Schwickert (in 1927) en de Brunnenburg raakte opnieuw in verval.
In 1955 werd het kasteel gekocht door Boris de Rachewiltz (hoogleraar en Egyptoloog), die in 1946 trouwde met Maria Pound. Maria is de dochter van de Amerikaanse dichter Ezra Pound en violiste Olga Rudge. Ezra Pound verbleef van 1958 tot 1962 op de Brunnenburg en schreef hier de laatste 6 van zijn 116 "Cantos", wat later zijn belangrijkste werk zou worden.

## Naamgeving
Waarschijnlijk dankt de burcht haar naam (Brunnenburg, letterlijk: Bronnenburcht) aan een waterbron die in de omgeving was ontsprongen. Andere benamingen van de burcht, Prunnenberch (1285) en Brunnberg (1437) bevestigen deze etymologie.. Een andere theorie stelt dat de naam ontleent is aan een van de vele eigenaren. 

## Heden
Vandaag de dag is de Brunnenburg nog steeds eigendom van de familie De Rachewiltz. Het doet dienst als landbouwmuseum (Landwirtschaftliches Museum Brunnenburg).
Daarnaast herbergt de burcht het 'Ezra Pound Center for Literature', verbonden aan de Universiteit van New Orleans.